# マルコ山古墳
マルコ山古墳は奈良県高市郡明日香村真弓の真弓丘陵にある古墳で六角墳とされている（後述）。

## 概要
当初は円墳と思われていたが最近の発掘調査により六角墳の可能性が高まっている。
周辺には牽牛子塚古墳や真弓鑵子塚古墳、束明神古墳など、終末期の古墳が点在する。
マルコ山古墳の築造は7世紀末～8世紀初めの古墳時代終末期にあたる。
墳丘は版築(土を層状につき固めて壁などを作る方法)で築かれていて凝灰岩の切石で作られた横穴式石室がある。
南に向かって石室が開口している。床を含む内壁には漆喰がぬられていて、これは高松塚古墳やキトラ古墳などと同様な構造をしている。
天井部は屋根型に刳り込まれている点はキトラ古墳に近い。壁画はない。

### 出土品
- 漆塗木棺(乾漆棺)の破片
- 釘
- 金銅製六花形棺飾金具
- 大刀金具など
- 30歳代と思われる男性の人骨

### 被葬者
被葬者は不明であるが、皇族が被葬者であることにほぼ間違いはない。
(天智天皇皇子、川島皇子との説がある。)

### 基本データ
- 対角長約24m
- 高さ約5.3m
- 二段築成
- 一辺12m

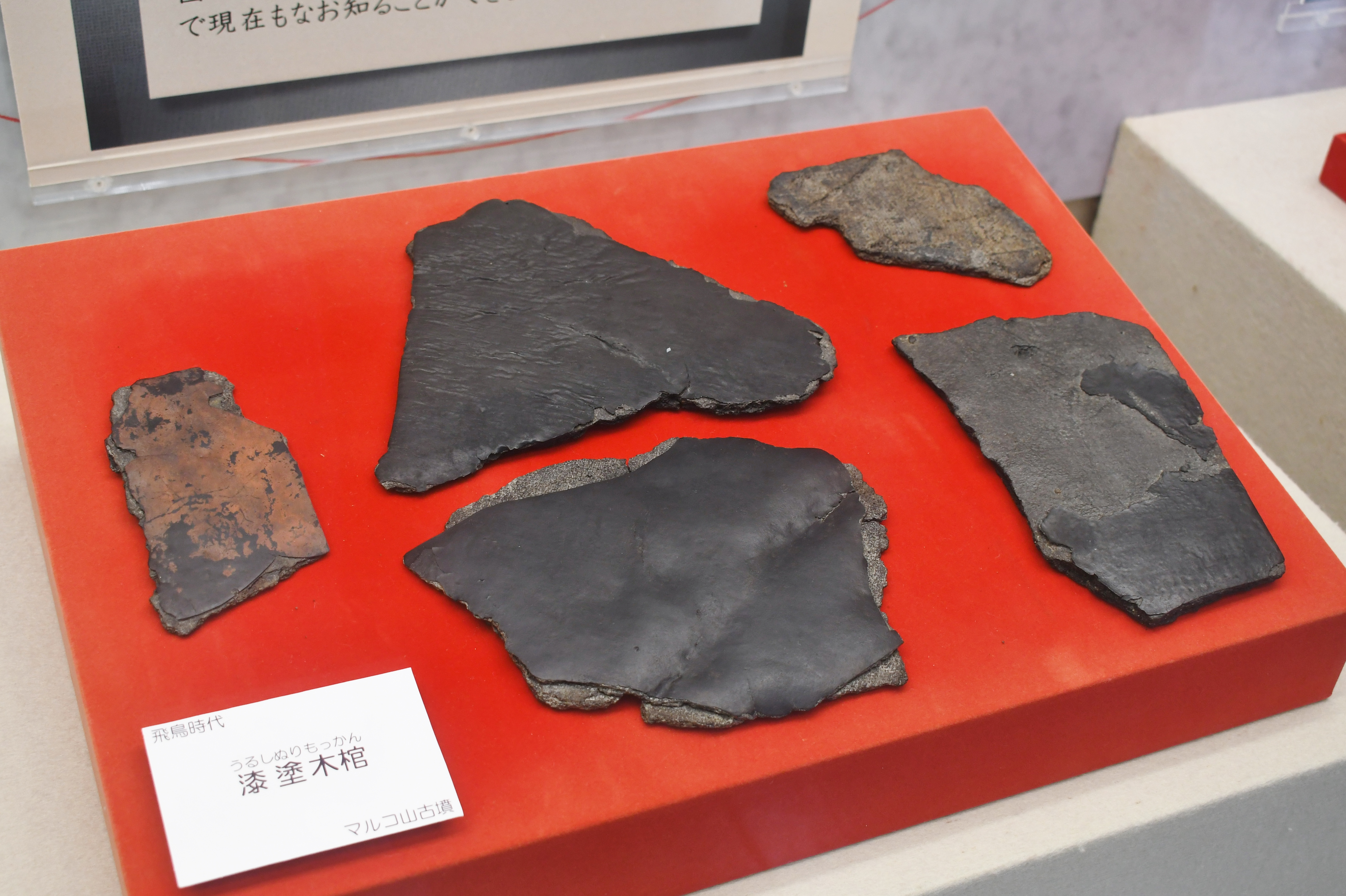
漆塗木棺 明日香村埋蔵文化財展示室展示。
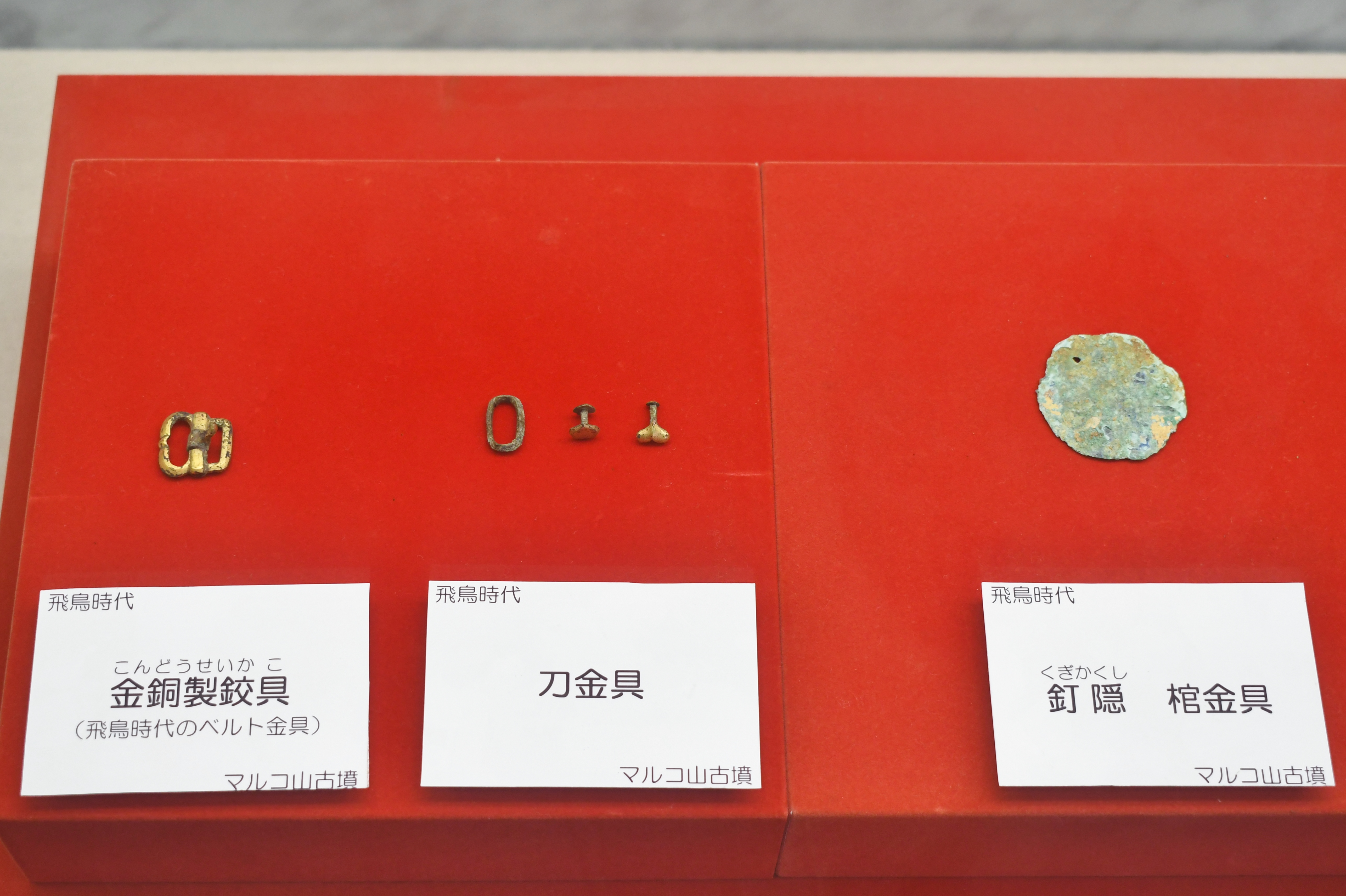
金銅製鉸具・刀金具・釘隠棺金具 明日香村埋蔵文化財展示室展示。

## アクセス
- 近鉄吉野線飛鳥駅